# Ambrosio Boccanegra
Ambrosio Boccanegra († 1374 in Palma del Río) (Alternativname: Ambrosio Bocanegra) war ein kastilischer Seemann genuesischen Ursprungs. Er war in Genua, Italien, geboren worden und er war der Neffe von Simone Boccanegra, der erste Doge von Genua, Sohn von Egidio Bocanegra, der 1341 mit einer Flotte nach Kastilien segelte, um den König Alfons XI von Kastilien in seinem Kampf gegen die Meriniden zu unterstützen. Sein Vater, Egidio Boccanegra, war ebenfalls  Oberbefehlshaber der kastilischen Flotte.

## Leben

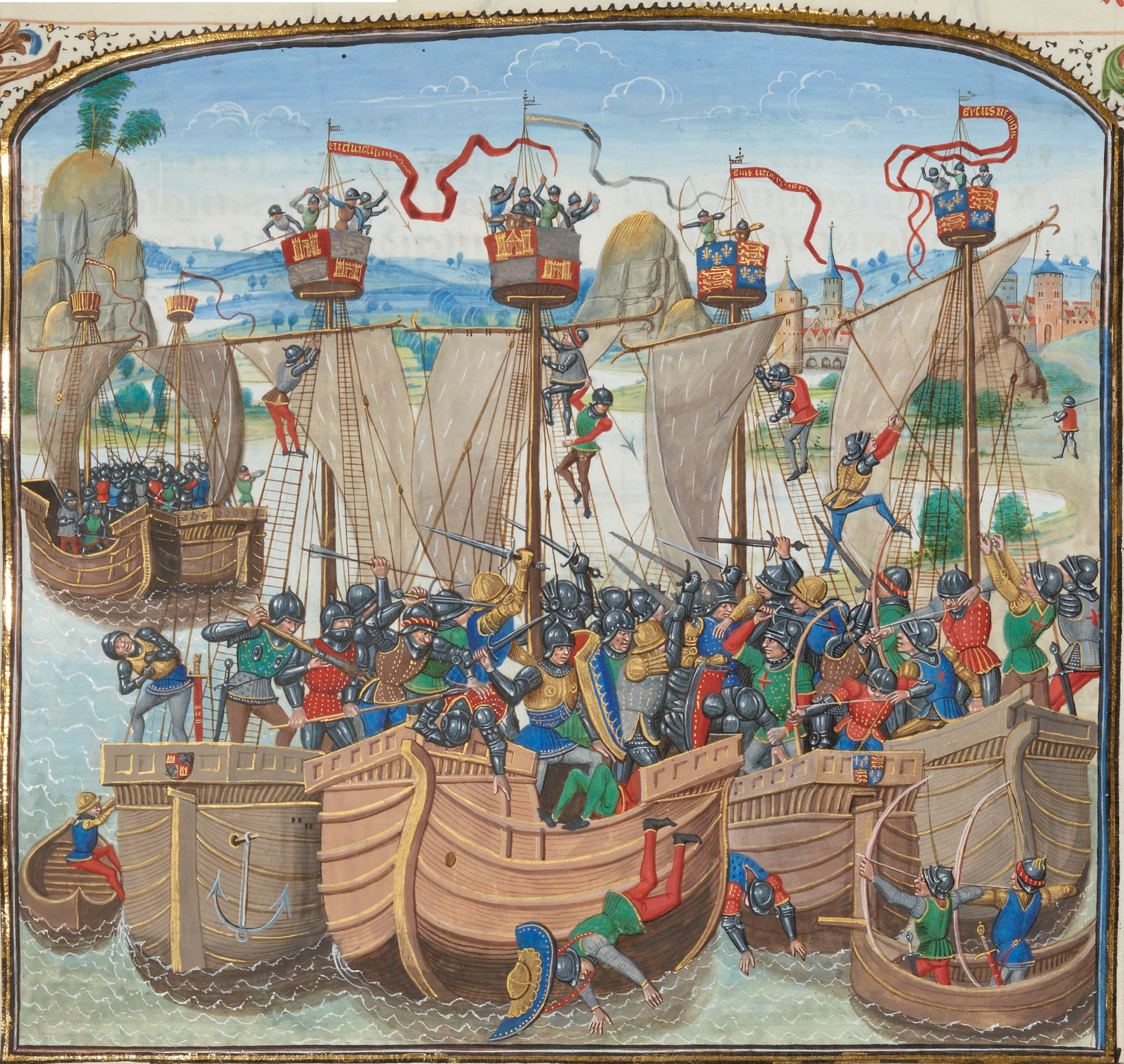
Seeschlacht von La Rochelle von Jean Froissart

Während der Herrschaft von Alfons XI bekam er Häuser in Algeciras und Sevilla als Anerkennung für die Dienste seines Vaters im Krieg gegen die Meriniden, die Kastilien bedroht hatten. Genauso wie sein Vater wurde er Seemann. Während der Regierungszeit von Peter I. von Kastilien war Ambrosio Boccanegra seit 1359 bei der kastilischen Marine und war beteiligt, genauso wie sein Vater, an dem erfolglosen Seefeldzug Peters I gegen Barcelona während des Krieges der beiden Peter. Während des Ersten kastilischen Bürgerkrieges, der parallel zu dem Krieg der beiden Peter stattfand, wechselte er 1366 zusammen mit seinem Vater auf die Seite des späteren Königs Heinrich II. Ein Jahr später wurde sein Vater in Sevilla von Peter I wegen seiner Handlung und seiner Loyalität gegenüber Heinrich hingerichtet und seine Ländereien in Palma del Río wurden konfisziert. Nach der Schlacht von Montiel, in der Heinrich II. Peter I. besiegen und töten konnte, bekam Ambrosio Boccanegra die Ländereien seines Vaters wieder und half den König, seine Herrschaft zu konsolidieren. Als Dank wurde er 1370 Oberbefehlshaber (Admiral) der kastilischen Flotte an Stelle seines toten Vaters. So wurde er der 19. Oberbefehlshaber der kastilischen Flotte.
Als solcher besiegte er im Ersten Ferdinandinischen Krieg, der bereits in vollem Gange war, auf offener See nahe Sevilla die wegen Skorbut geschwächte portugiesische Flotte, die Sevilla schon ein Jahr blockierte und die auf der Seite der noch im Land existierenden Sympathisanten von Peter I. war. Wegen des Skorbutes und des Sieges von Ambrosio Boccanegra hatte Portugal keine andere Wahl als die Blockade aufzuheben. Er konsolidierte damit weiterhin die Herrschaft Heinrichs II, die wegen Ferdinand I von Portugal, der jetzt die kastilische Krone anstrebte, immer noch gefährdet war. Seine spätere Niederlage in dem Krieg aber beendeten sein Vorhaben.
Während des Hundertjährigen Krieges, in der Kastilien auf Seiten der Franzosen eingriff als Dank für die Unterstützung Frankreichs für Heinrich II. während des Bürgerkrieges, hatte er das Kommando über die kastilisch-französische Flotte während der Seeschlacht von La Rochelle, in der er die Engländer vernichtend schlug, was die Engländer zu dieser Zeit in die Defensive brachte. Der Sieg führte zur Vorherrschaft Kastiliens auf See und Heinrich II. belohnte sein Sieg, indem er ihn die Ländereien von Linares gab.
In einem letzten Feldzug besiegte Boccanegra im Zweiten Ferdinandinischen Krieg die Portugiesen in der Seeschlacht von Lissabon (1373), als sie zusammen mit England und den Sympathisanten von Peter I. vorhatten, Heinrich II militärisch zu stürzen, was den portugiesischen König Ferdinand I. zwang, auch in diesem Krieg sein Vorhaben aufzugeben, da er wegen der Auswirkungen der Niederlage in La Rochelle keine Verstärkung von den Engländern erwarten konnte. Das führte zum Sieg Kastiliens über die Koalition.
Kurz vor seinem Tod kehrte er zurück zu seinen Ländereien in Palma del Río, wo er starb. Sein Nachfolger in der Flotte wurde Fernando Sánchez de Tovar.

## Bibliografie
- CALDERON ORTEGA, J.M. y DÍAZ GONZÁLEZ F.: “Los Almirantes del siglo de oro de la marina castellana medieval”. Revista en la España Medieval Nº 24 (2011) S. 311–364. (spanisch)
- FERNÁNDEZ DURO, CESAREO (1894). La marina de Castilla desde su origen y pugna con la de Inglaterra hasta la refundición en la Armada española. Madrid. (spanisch).